# Ahiromaimetshini
Ahiromaimetshini – wymarłe plemię błonkówek z rodziny Maimetshidae i podrodziny Maimetshinae. Żyły w kredzie.

## Morfologia
Użyłkowanie skrzydła przedniego cechowało się u tych błonkówek brakiem żyłki 2Rs+M, żyłką 1m-cu praktycznie zlaną z żyłką 2Rs, długim wierzchołkowym odcinkiem żyłki kubitalnej i antefurkalnym położeniem żyłki cu-a. Odnóża zakończone były pięcioczłonowymi stopami z opatrzonymi ząbkiem pazurkami. W przeciwieństwie do Zorophratrinae odnóża tylnej pary nie miały maczugowato zgrubiałych goleni. Osadzona nisko na pozatułwiu metasoma była krótka i często przybierała kształt kulistawy.

## Taksonomia i ewolucja
Takson ten wprowadzony został w 2016 roku przez Michaela S. Engela. Zalicza się doń trzy rodzaje:
- Ahiromaimetsha Perrichot et al. 2011
- Turgonaliscus Engel 2016
- Turgonalus Rasnitsyn 1990

Ich skamieniałości znajdywane są na terenie Europy i Azji. Zapis kopalny ograniczony jest do kredy wczesnej, obejmując barrem i apt.